# Waffenregister
Ein Waffenregister ist ein Verzeichnis von Waffen und deren Besitzern und dient der nationalen Waffenkontrolle oder der Rüstungskontrolle (z. B. das UN-Waffenregister).

## Europäische Union
Grundlage für Waffenregister innerhalb der Europäischen Union ist der Artikel 4.4 der EU-Richtlinie 2008/51/EG des Europäischen Parlaments und des Rates vom 21. Mai 2008 zur Änderung der Richtlinie 91/477/EWG.
Diese Richtlinie bestimmt, dass spätestens bis 31. Dezember 2014 ein computergestütztes zentral oder dezentral eingerichtetes Waffenregister eingeführt und stets auf dem aktuellen Stand gehalten werden muss.

## Deutschland
Das Nationale Waffenregister (NWR) ist seit 1. Januar 2013 in Deutschland in Betrieb genommen worden als elektronische Datei zur Registrierung aller in Deutschland befindlichen erlaubnispflichtigen Schusswaffen und deren Besitzer. Sie ist beim Bundesverwaltungsamt angesiedelt und wird bundesweit geführt. Die Einführung des NWR hat die oben genannte EU-Richtlinie 2008/51/EG in nationales Recht umgesetzt.

### Vor 2013
Seit 1972 müssen alle erlaubnispflichtigen Schusswaffen in Deutschland angemeldet und registriert werden. Seit 2003 müssen Waffenhändler sämtliche Verkäufe an die zuständige Behörde melden, die diese mit den Anmeldungen der Käufer vergleicht. Die Registrierung geschieht in den örtlichen, meist kommunalen Waffenbehörden. Eine Zusammenführung dieser Daten fand bis 2013 nicht statt. Auch die Systeme der einzelnen Behörden differierten. Bis 2013 speicherten 577 Behörden – Polizei oder Kommunen – die Angaben über Schusswaffen. Sie waren nicht miteinander vernetzt.
Allerdings wurden von den Ordnungsbehörden der Hinweis Besitzer einer waffenrechtlichen / sprengstoffrechtlichen Erlaubnis bereits in der Vergangenheit an das Einwohnermeldeamt immer weitergeleitet. Dieser Hinweis zog auch mit der Person, beim Umzug, an das neue Einwohnermeldeamt weiter. Die Daten, ob eine Person legal Waffen oder Sprengstoffe besitzt, wurden bereits in der Vergangenheit Polizeivollzugsbeamten bei einer EMA-Abfrage mitgeteilt.

### Geschichte
Nach dem Amoklauf von Winnenden brachte die schwarz-rote Regierungskoalition ein zentrales Register bis 2012 mit dem § 43a in das deutsche Waffengesetz ein. Gemeinsame Federführer des Vorhabens waren das Innenministerium Baden-Württemberg und das Bundesministerium des Innern. „Gerade nach dem Amoklauf von Winnenden ist die Einrichtung eines zentralen Waffenregisters für uns eminent wichtig“, sagte Innenminister Heribert Rech. Die Projektleiter Joachim Sturm und Albert Hermann wissen, „dass ein Waffenregister keine Amokläufe verhindert. Das KfZ-Register in Flensburg verhindert ja auch keine Autounfälle.“ Ihre Hauptanliegen sind schnellere Fahndungen durch die Polizei und eine moderne Verwaltung. Beides soll die Sicherheit der Bürger verbessern. Zudem erhoffen sie, dass das Nationale Waffenregister zum Vorreiter Europas wird.
Der Aufbau eines bundesweit einheitlichen und computergestützten Waffenregisters ist als sogenanntes priorisiertes Vorhaben in den Aktionsplan Deutschland-Online aufgenommen worden, zudem auch das Kfz-Wesen (Fahrzeugregistrierungsprozesse online durchführen), das Personenstandswesen (Einführung eines landesweiten Personenstandsregisters), das Meldewesen (Online-Melderegisterauskunft) und die Umsetzung der EU-Dienstleistungsrichtlinie gehört.
Dieses zentrale Waffenregister soll anhand von Kopien der erstellten örtlichen Register berechtigten Nutzern einsehbar werden.

### Datenumfang
Maßgeblicher Bestandteil der Zentralen Komponente des NWR ist eine automatisierte Registerdatenbank. In dieser Datenbank werden deutschlandweit die relevanten Daten der lokalen Waffenbehörden redundant vorgehalten. Zunächst werden im NWR nur die Daten erfasst, die den erlaubnispflichtigen Umgang mit Waffen und Munition betreffen. Abgebildet werden: 
- Daten der zuständigen Waffenbehörde (z. B. Name, Anschrift)
- Daten zur Person (natürliche und juristische Person sowie Personenvereinigungen, z. B. Name, Anschrift, Geburtsdatum/-ort, Staatsangehörigkeit, Übermittlungssperren)
- Daten zur Erlaubnis (z. B. Erlaubnistyp, Waffenbesitzkarte, Waffenschein, Verbote)
- Daten zur Waffe (z. B. Hersteller, Modell; aber auch standardisierte Katalogwerte u. a. zur Waffenkategorie und Kaliberbezeichnung)[9]

## Liechtenstein
Zentrale Waffenbehörde in Liechtenstein ist die Landespolizei. Diese führt auch für die Geschäfts- und Aktenverwaltung im Rahmen ihrer gesetzlichen Aufgaben sowie zur Dokumentation der Herkunft von Waffen ein elektronisches Register (Waffenregister).
Das Waffenregister wurde in Liechtenstein mit der Verordnung vom 16. Juni 2009 über Waffen (Waffenverordnung) eingerichtet. Es sind im Waffenregister grundsätzlich alle registrierungspflichtigen Feuerwaffen aufzunehmen.

## Österreich
Mit 1. Oktober 2012 wurde in Österreich gemäß der Richtlinie 2008/91/EG (Richtlinie 91/477/EWG) ein Zentrales Waffenregister (ZWR) als elektronische Datenbank eingeführt. Der Stand der (eigenen) Schusswaffen kann mittels ID Austria oder Bürgerkarte Online abgerufen werden.

## Schweiz
Ähnliche Überlegungen wurden in der Schweiz heftig diskutiert. In den Schweizer Kantonen werden bereits computergestützte Registraturen geführt. 2013 sprach sich der Bundesrat mit der Mehrheit von einer Stimme für ein zentrales Waffenregister aus. 2018 wurde vereinbart, dass die Kantonalen Waffenregister über eine Plattform miteinander verknüpft werden und es kein landesweites Waffenregister geben wird.

## Kanada
Nach dem Amoklauf an der Polytechnischen Hochschule Montréal 1989 wurde 1995 auf Grund öffentlichen Drucks ein Waffenregister eingeführt. 2012 wurde dieses Register wieder abgeschafft. Die Provinz Quebec wollte die Daten weiterbenutzen. Dies wurde von der Regierung abgelehnt, denn „ein solches Register sei zu teuer und verhindere zudem keine Schusswaffenkriminalität.“ Zudem kritisierten Datenschützer, dass die Polizei bis zu 22.000 mal am Tag Daten abfragte.

## Kritik
Einwände gegen ein zentrales Waffenregister kommen vor allem aus Jäger-, Schützen und Sammlerkreisen, die die Sammlung sicherheitsrelevanter Daten von rechtstreuen Bürgern an einer Stelle gerade in Zeiten von Wikileaks als drohende Gefahr ansehen. Eine ähnliche Sichtweise vertritt die deutsche Bundesjustizministerin Sabine Leutheusser-Schnarrenberger: „Je mehr Daten zentral gesammelt werden, desto größer ist die Wahrscheinlichkeit, dass ein Datenleck zu Datenmissbrauch führt.“ Wikileaks sei auch eine Warnung zur Datensparsamkeit.
Ähnliche Kritik kommt auch zu den anderen Online-Vorhaben. Datenschützer bezweifeln, dass ein zentrales Bundesmelderegister notwendig ist und warnen seit langem vor einer Superdatensammelbehörde nach DDR-Vorbild. Auch der ehemalige deutsche Bundesbeauftragte für den Datenschutz und die Informationsfreiheit Peter Schaar beurteilte seinerzeit die Weitergabe von Meldedaten durch die Kommunen „äußerst kritisch“.
Der Deutsche Städte- und Gemeindebund kritisierte 2012, dass der Datenschutz nicht eingehalten werde, weil kein IT-Sicherheitskonzept nach den Standards des BSI (Bundesamt für Sicherheit in der Informationstechnik) festgelegt sei und es keine Auskunftssperren gäbe, letzteres im Gegensatz zum Melderegister. Stellen, denen ein elektronischer Datenabruf der Wohnanschrift aus dem Melderegister verwehrt ist, könnten folglich diese Information über eine gefährdete Person unmittelbar aus dem Nationalen Waffenregister erlangen. Auch kritisiert er die enormen zeitlichen und personellen Anforderungen für die Befüllung sowie die zu niedrig angesetzten Kosten der Software.